# 莉蓮 (阿拉巴馬州)
莉蓮（英語：Lillian）是一個位於美國阿拉巴馬州鮑德溫縣的非建制地區。根據2010年美國人口普查，普安克利爾的人口數目有117人。

## 地理
莉蓮的座標為30°24′47″N 87°26′13″W / 30.413056°N 87.436944°W，而該地最高點為海拔高度5米。